# 艾瑪·維索茨基
艾瑪·維索茨基（英語：Emma Vyssotsky，1894年10月23日—1975年5月12日）是一名美國天文學家，1946年榮獲安妮·坎農天文學獎。

## 生平
艾瑪於1894年10月23日出生於賓夕法尼亞州米迪亞，原名艾瑪·T·R·威廉斯（Emma T. R. Williams）。1916年，艾瑪在斯沃斯莫爾學院獲得數學學士學位，並在史密斯學院擔任一年的天文學／數學示範員，之後在一家保險公司找到一份精算師的工作。1927年，在獲得惠特尼獎學金和巴托爾獎學金後，她進入拉德克利夫學院（現為哈佛大學的一部分）攻讀天文學。在那裡，她與塞西莉亞·佩恩-加波施金一起研究氫和電離鈣在光譜序列中的光譜線輪廓。
1930年，艾瑪以題為《恆星的分光光度研究》的論文獲得哈佛大學天文學博士學位。當時，她是第三位獲得哈佛大學天文學博士學位的人。

她跟隨丈夫、天文學家亞歷山大·維索茨基來到維吉尼亞大學，丈夫獲得教授職位，她則獲得講師職位。她的天文學生涯是在大學的麥考密克天文台度過的，她的專業是恆星運動和銀河運動學。這對夫婦一起工作。
[他們]研究恆星視差，將三角函數應用到多次攝影曝光的觀測中。他們在天文台的天文望遠鏡上安裝了一個特殊的物鏡棱鏡，從而發現了其中的許多視差。他們的研究導致恆星運動的精確計算和星系結構的確定。
她在天文台工作了十多年，1945年大學將她晉升為教授，但那時她已因患馬耳他熱而請病假，這限制了她的活動。儘管如此，她仍繼續發表文章。

## 個人生活
1929年，艾瑪與俄羅斯出生的天文學家亞歷山大·維索茨基結婚；他們共同出版著作，並在維吉尼亞州夏洛蒂鎮的麥考密克天文台共事。他們有一個兒子，數學家和電腦科學家維克多·A·維索茨基，他參與了Multics項目，並共同創造達爾文電腦遊戲。
亞歷山大過世兩年後，艾瑪在佛羅里達州溫特帕克去世，享年80歲。

## 榮譽
1946年，美國天文學會授予她安妮·坎農天文學獎，以表彰她在恆星光譜領域的貢獻。

## 部分出版
艾瑪以E·T·威廉斯的名字發表了她的許多研究成果。這對夫婦在共同發表的論文中輪流擔任第一作者，有時她的名字出現在第一位，有時亞歷山大的名字出現在第一位。
- Vyssotsky, E. T. W. (1929). A Spectrophotometric Study of A Stars (Doctoral dissertation, Radcliffe College).
- Vyssotsky, A. N.; Williams, Emma T. R. . The Astrophysical Journal. 1933, 77: 301. Bibcode:1933ApJ....77..301V. doi:10.1086/143472.
- Vyssotsky, A. N.; Williams, Emma T. R. . The Astrophysical Journal. 1943, 98: 185. Bibcode:1943ApJ....98..185V. doi:10.1086/144558 .
- Williams, Emma T. R.; Vyssotsky, A. N. . The Astronomical Journal. 1946, 52: 51. Bibcode:1946AJ.....52Q..51W. doi:10.1086/105946 .
- Vyssotsky, A. N. . The Astronomical Journal. 1951, 56: 62. Bibcode:1951AJ.....56...62V. doi:10.1086/106515.

## 外部連結
- Alexander N. Vyssotsky (McCormick Museum)